# Kurosawa Akira: Tsukuru to iu koto wa subarashii
Pour les articles homonymes, voir Kurosawa.
Pour plus de détails, voir Fiche technique et Distribution.
Kurosawa Akira: Tsukuru to iu koto wa subarashii (黒澤明～創ると云う事は素晴らしい) est un court métrage documentaire japonais réalisé par Yoshinari Okamoto sorti en 2002 au Japon.

## Synopsis
Ce documentaire décrit la façon dont Akira Kurosawa et son équipe ont travaillé sur un de ses films les plus célèbres, Les Sept Samouraïs.

## Fiche technique
- Titre original : Kurosawa Akira: Tsukuru to iu koto wa subarashii (黒澤明～創ると云う事は素晴らしい?) (litt. « Akira Kurosawa - Créer, c'est merveilleux »)
- Réalisation : Yoshinari Okamoto
- Producteurs : Teruyo Nogami et Masayuki Yui
- Société de production : Kurosawa Production Co.
- Sociétés de distribution : Toho et The Criterion Collection
- Scénario : Masayuki Yui et Yoshinari Okamoto
- Pays :  Japon
- Langue originale : Japonais
- Format : couleur
- Genre : Film documentaire
- Durée : 33 minutes
- Date de sortie :
  - Japon : 2002

## Distribution
- Yū Fujiki : lui-même
- Bokuzen Hidari : lui-même
- Hisashi Inoue : interviewer
- Kyōko Kagawa : elle-même
- Takeshi Katō : lui-même
- Shinshō Kokontei (ja) : lui-même
- Akira Kurosawa : lui-même
- Toshirō Mifune : lui-même
- Yoshirō Muraki : lui-même
- Akemi Negishi : elle-même
- Eijirō Tōno : lui-même
- Yoshio Tsuchiya : lui-même
- Atsushi Watanabe : lui-même
- Isuzu Yamada : elle-même
- Masayuki Yui : narrateur